# Исторический очерк кавказских войн
Истори́ческий о́черк кавка́зских во́йн от их нача́ла до присоедине́ния Гру́зии (рус. дореф. Историческій очеркъ кавказскихъ войнъ отъ ихъ начала до присоединенія Грузіи) — исторический труд, изданный в 1899 году, был приурочен к столетию вхождения русских войск в Тифлис 26 ноября 1799 года.

## История
«Исторический очерк кавказских войн от их начала до присоединения Грузии» был издан Военно-историческим отделом Кавказского военного округа. Целью создателей «Очерка…» было отметить историческое значение даты, когда русские войска, перейдя Кавказские горы, «вступили в Тифлис для спасения единоверного народа», после чего начался новый период в истории Закавказья. «Очерк…» рассматривает как военные конфликты, так и дипломатические отношения России с народами и гособразованиями на Кавказе со времён Древнерусского государства до вхождения Грузии (Картли-Кахетинского царства) в состав Российской империи в 1801 году. Издание также иллюстрировано. Содержит портреты выдающихся личностей, картины, а также географические карты и планы сражений.
Авторами-составителями очерка являлись: генерал-майор В. А. Потто, подполковник В. И. Томкеев, капитан М. А. Рукевич, и Е. Г. Вейденбаум. Был составлен под общей редакцией В. А. Потто. Печатался по распоряжению командующего войсками Кавказского военного округа генерал-адъютанта князя Г. С. Голицына в Тифлисе в типографии Канцелярии Главноначальствующего гражданской частью на Кавказе.

## Оглавление
| - Глава первая Исторические причины, приведшие нас к занятию устья Терека. Терская крепость. Гребенские казаки и их городки. Первые наши походы в Дагестан: Хворостинин, Бутурлин и Плещеев. - Глава вторая Значение Каспийского моря. Персидский поход Петра Великого. Крепость Св. Креста. Покорение каспийского побережья. Матюшкин. Левашев. - Глава третья Отношение к Кавказу преемников Петра Великого. Оставление всех его завоеваний и перенесение нашей границы обратно на Терек. Заложение Кизляра и Моздока. Переселение с Волги Моздокского казачьего полка. - Глава четвёртая Первая турецкая война. Действия Медема на Кубани. Волнения в Кабарде. Нашествие Девлет-Гирея и Калги. Подвиг Платова и оборона Наура. Академик Гмелин. Движение Медема в Дагестан. - Глава пятая Имеретинский царь Соломон просит у России помощи против турок. Императрица Екатерина решается послать в Империю вспомогательный корпус. Привлечение кахетинского и карталинского царя Ираклия к войне с Турцией. Граф Тотлебен. Военно-грузинская дорога. Русский корпус переходит через Кавказские горы. Отступление его от крепости Шорапани и возвращение в Карталинию. - Глава шестая Поход царя Ираклия и русского корпуса к Ахалцыху. Внезапное возвращение графа Тотлебена в Карталинию. Ссора с Ираклием и заговор против графа Тотлебена, который удаляется с войсками в Ананур. Прибытие Томского пехотного полка. Поход в Имеретию, взятие Багдата и Кутаиса. Неудачная блокада Поти. Смена Тотлебена и назначение на его место генерала Сухотина. Вторичная неудачная блокада крепости Поти. Отозвание русского корпуса из Грузии. Кучук-кайнарджийский трактат в отношении Грузии и Имеретии. Заключение. - Глава седьмая Генерал Якоби. Заложение Азовско-Моздокской линии. Несколько слов о быте казаков. Нападение кабардинцев и закубанцев на линию. Разгром кабардинцев Якоби и генералом Фабрицианом. Кавказские минеральные воды. - Глава восьмая Прошлое Прикубанского края: донцы и черкесы. Меры принятые к ограждению нашей южной границы. Переселение из Бессарабии ногайских орд. Борьба их с черкесами и донцами. Суворов на Кубани. Эпоха присоединения к России Тавриды. Возмущение ногайцев и выселение их с Кавказа. - Глава девятая Назначение на Кавказ П. С. Потёмкина. Положение Грузии. Георгиевский трактат 24 июля 1783 года о вступлении её под покровительство России. Обеспечение сообщения Моздока с Грузией. Виды князя Потёмкина на Закавказье. Учреждение кавказского наместничества. Принятие шамхала тарковского в подданство России. Отношения к чеченцам и кабардинцам. Шейх-Мансур и борьба с ним. Гибель отряда полковника Пиерия. - Глава десятая Гражданская деятельность П. С. Потёмкина на Кавказе. Положение Кавказской области. Водворение в ней земледельческого населения. Успехи колонизации. Учреждение городов. Дело об убийстве и ограблении гилянского владетеля Гедаета. Мнимое участие в этом преступлении П. С. Потёмкина. | - Глава одиннадцатая Занятие Грузии русскими войсками в 1783 году. Генерал Самойлов и экспедиция его на Алазань. Смерть принца Рейнсфельдского. Дела на ахалцыхской границе. Нашествие Омар-хана аварского и разорение им Грузии. Отозвание русских войск обратно на Кавказскую линию. - Глава двенадцатая Генерал Текелли. Состояние войск на линии. Осенняя экспедиция 1787 года. Анапский поход Текелли и Талызина. Результаты похода. Линия по отъезде Текелли. Бедственная экспедиция Бибикова к Анапе. Генералы Бальмен и Герман. Блистательная победа Германа над турецким сераскиром Баталь-пашой. - Глава тринадцатая Генерал Гудович. Движение Гудовича к крепости Анапе; штурм и взятие крепости 22 июня 1791 года. Окончание второй турецкой войны. Устройство Кавказской линии. Переселение на Кубань Черноморского казачьего войска. - Глава четырнадцатая Политическое положение Персии во второй половине XVIII столетия. Экспедиция графа Войновича. Стремление Ага-Магомет-хана к единовластию в Персии; его борьба с персидскими ханами и владельцами. Сношение Ага-Магомет-хана с Россией. Положение Грузии в конце XVIII столетия. Просьбы царя Ираклия II о помощи. Рескрипт императрицы Гудовичу. Приготовления персиян и движение их в Карабах и Грузию. - Глава пятнадцатая Военные приготовления Ираклия для борьбы с персиянами. Просьба царя о присылке русских войск. Описание гор. Тифлиса и его укреплений. Движение Ага-Магомет-хана к Тифлису. Двухдневная крцанисская битва. Разорение персиянами Тифлиса и его окрестностей. - Глава шестнадцатая Война с Персией. Отряды Сырохнева в Грузии и Савельева под Дербентом. Главнокомандующий граф Зубов. Покорение Дербента, Кубы и Баку. Бегство Ших-Али-хана и его последствия. Измена Нур-Али-хана. Занятие Шемахи. Покорение Ганжи. Стоянка у Джевата. Неожиданное возвращение войск в Россию. - Глава семнадцатая Состояние Грузии при кончине Ираклия II. Просьба Грузии о помощи. Вступление в Тифлис Егерского генерал-майора Лазарева полка. Принятие Грузии в подданство России. Новые угрозы Персии. Прибытие Мушкетёрского генерал-майора Гулякова полка в Закавказье. Битва на Иоре. - Указатель личных имён - Указатель географических и других названий |

## Карты и планы в издании

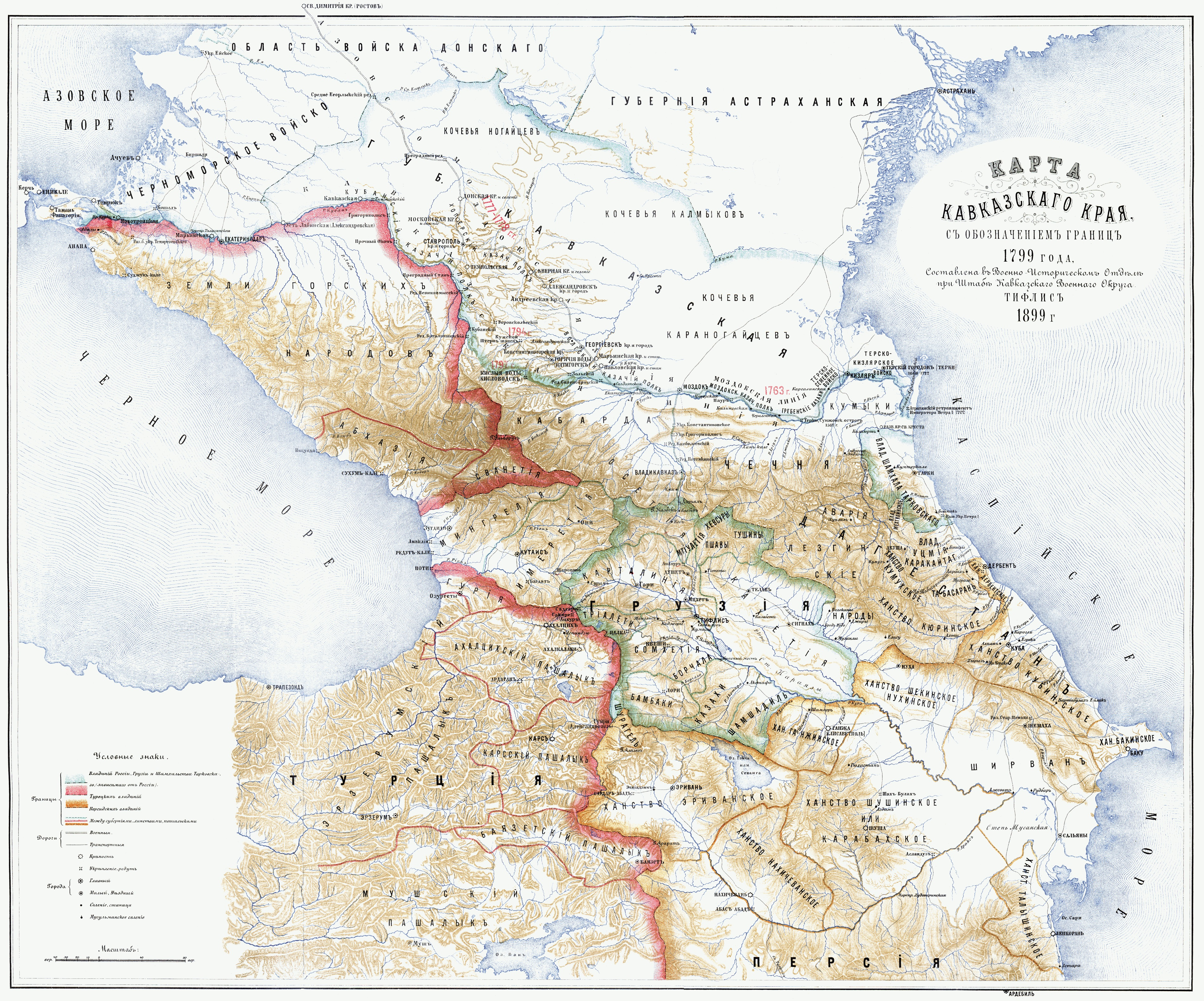
Карта Кавказского края, с обозначением границ 1799 года.
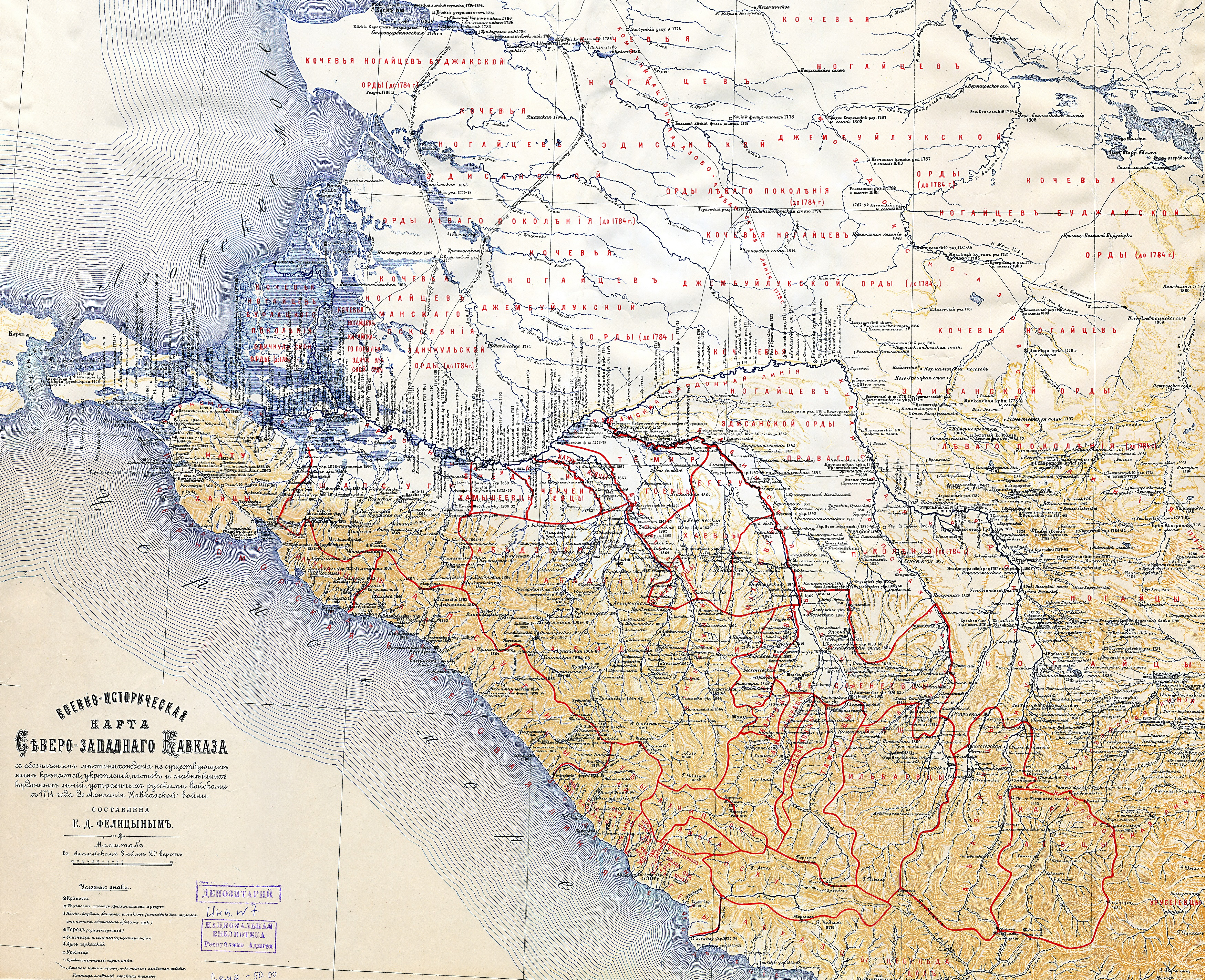
Военно-историческая карта Северо-западного Кавказа с обозначением укреплений местонахождения не существующих ныне крепостей, укреплений, постов и главнейших кордонных линий, устроенных русскими войсками с 1774 года до окончания Кавказской войны. Е. Д. Фелицын
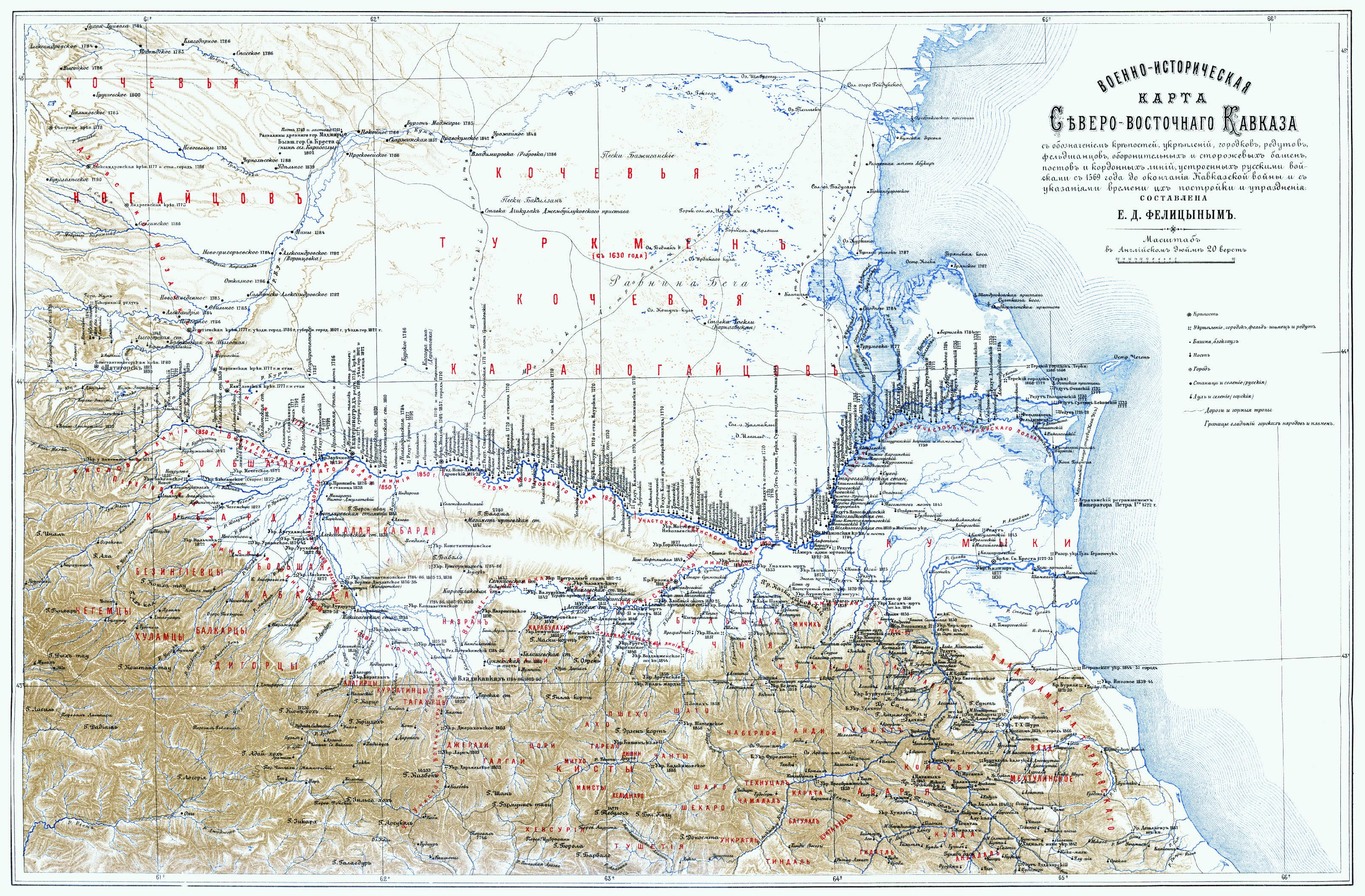
Военно-историческая карта Северо-восточного Кавказа с обозначением укреплений, городков, редутов, фельдшанцов, оборонительных и сторожевых башен, постов и кордонных линий, устроенных русскими войсками с 1569 года до окончания Кавказской войны и с указаниями времени их постройки и упразднения. Е. Д. Фелицын
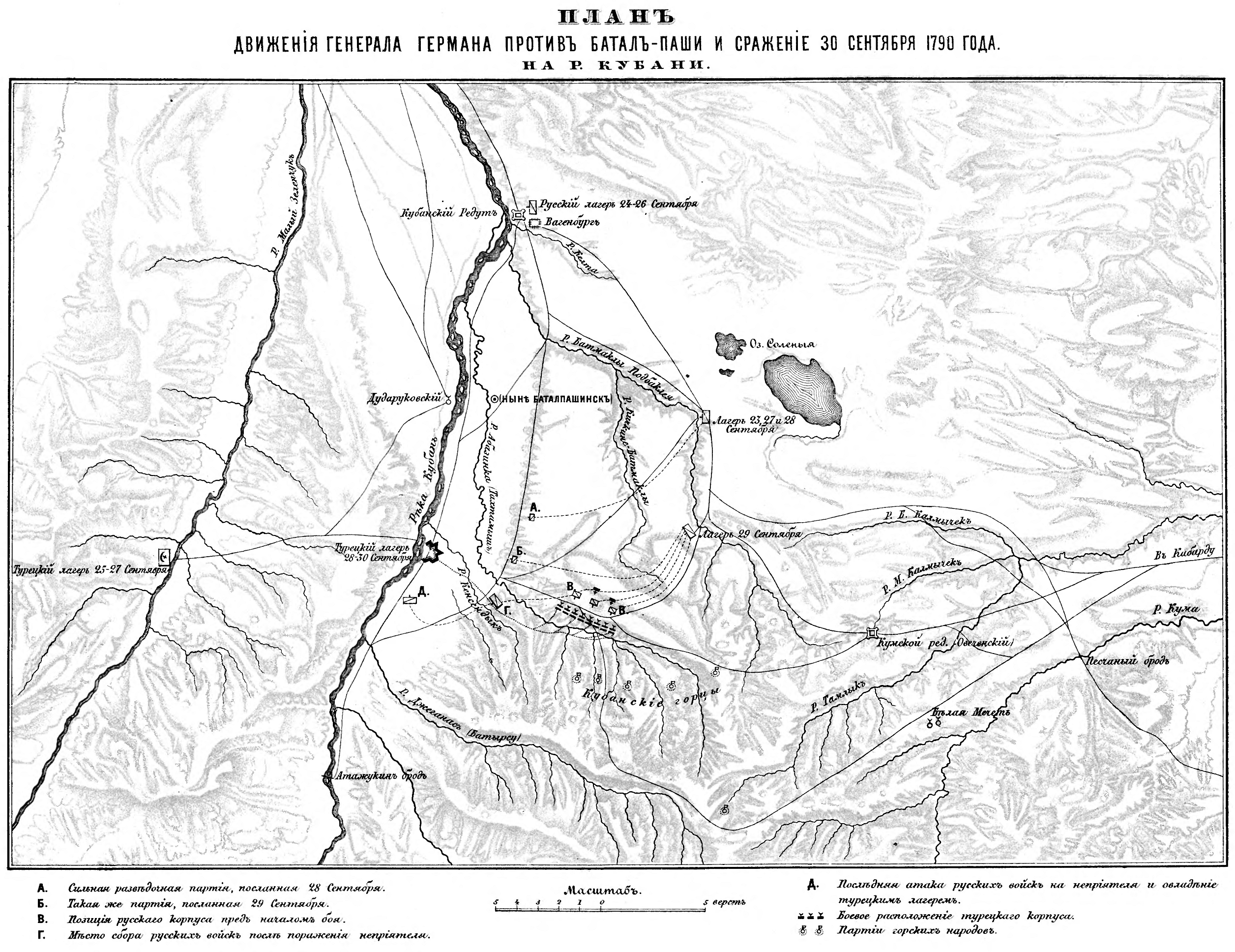
План движения генерала Германа против Батал-паши и сражение 30 сентября 1790 года. На Кубани.
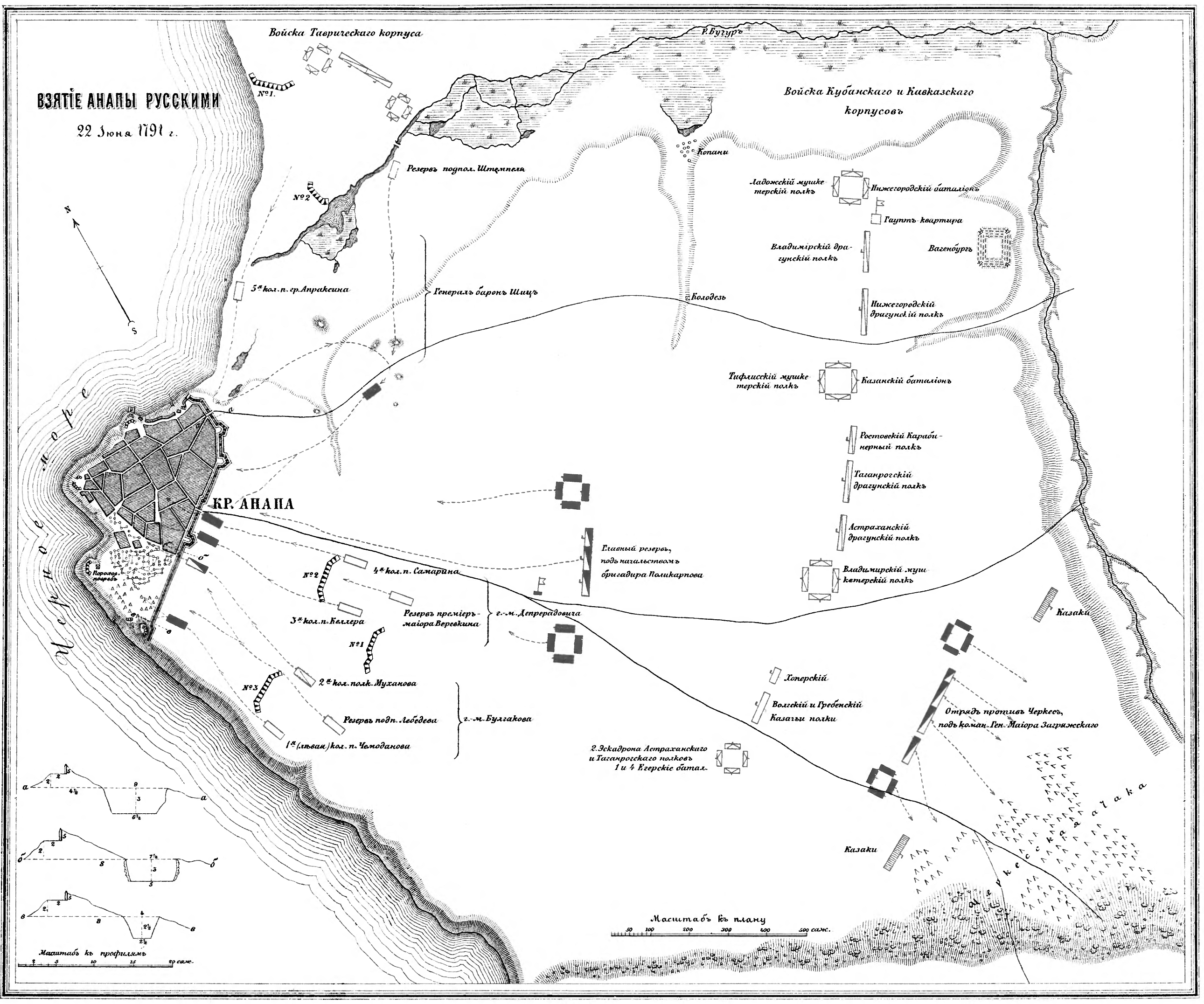
Взятие Анапы русскими 22 июня 1791 года.
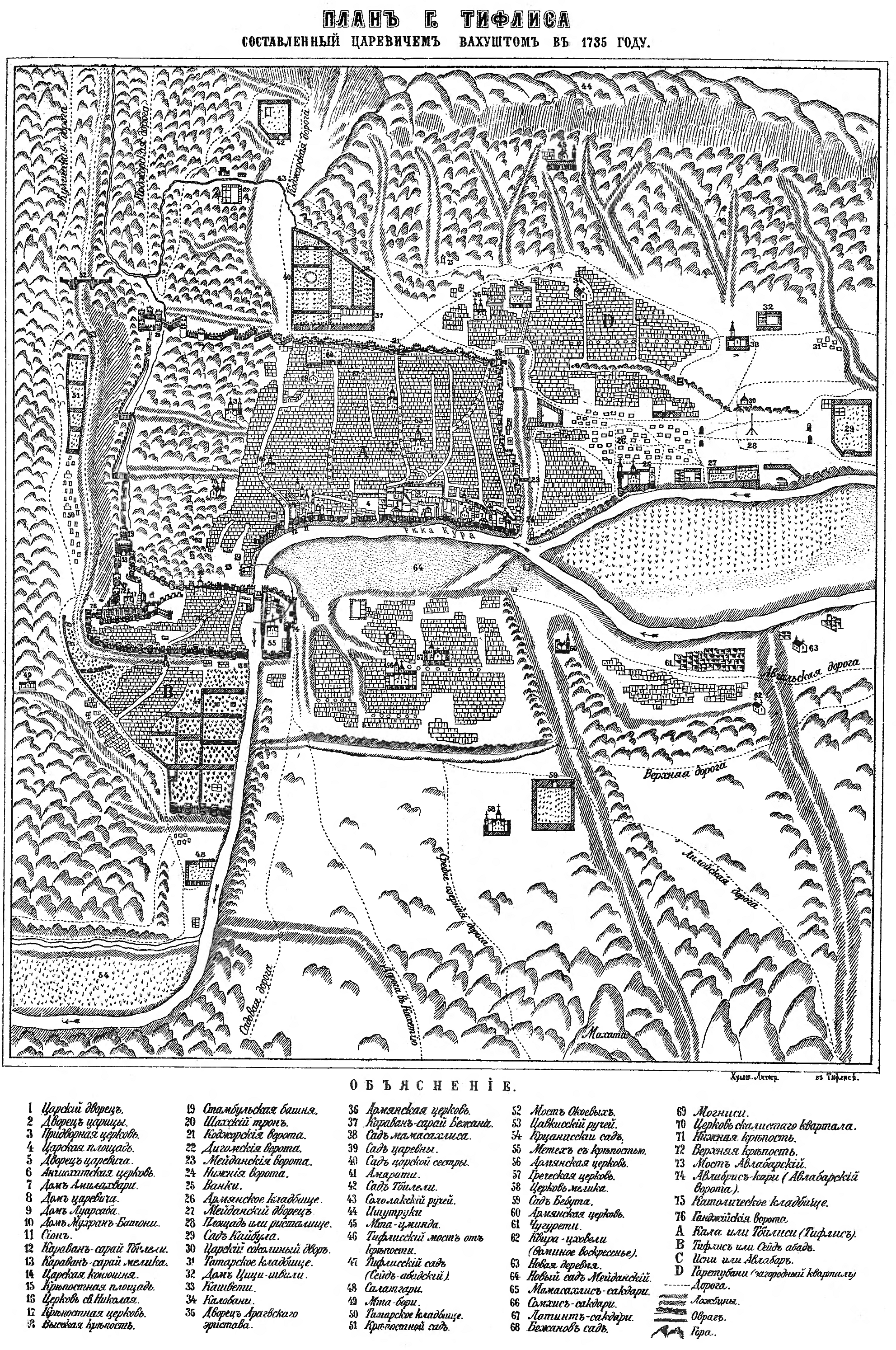
План города Тифлиса, составленный царевичем Вахуштом в 1735 году.